# Setantops nanusculus
Setantops nanusculus är en stekelart som beskrevs av Heinrich 1968. Setantops nanusculus ingår i släktet Setantops och familjen brokparasitsteklar. Inga underarter finns listade i Catalogue of Life.